# Приріт зулуйський
Приріт зулуйський (Batis fratrum) — вид горобцеподібних птахів прирітникових (Platysteiridae).

## Поширення
Вид поширений на південному сході Африки. Трапляється в Мозамбіку, на півдні Малаві, сході Зімбабве, північному сході ПАР. Мешкає у вічнозеленому лісі, акацієвому лісі, піщаномі лісі, прибережному лісі та лісі міомбо на висоті до 600 м над рівнем моря.

## Опис
Це невеликий активний птах, який схожий на мухоловку, завдовжки до 10,5 см і вагою 10,3–13,8 г. Самець зверху синьо-сірий з білою смугою на крилах та горлі. Груди рудуваті, черево біле. Лицьова маска чорна, є короткі білі брови. Хвіст чорний з білими краями. Самиця зверху оливково-коричнева.